# Нагресі кебаб
Нагресі кебаб, Наргіс кебабс або Наргасі Шамі Кабаб — південноазійський різновид кебаба або кюфти з курячим яйцем посередині. Названий на честь квітки Нарциса, тому що при нарізці шматків м'яса для кебабу, вони схожі на пелюстки квітки. Щоб приготувати Нагресі кебаб, слід обернути м’ясний фарш навколо крутих яєць.